# Stazione di Alife
La stazione di Alife è una stazione ferroviaria a servizio del comune di Alife, posta sulla ferrovia Santa Maria Capua Vetere - Piedimonte Matese (Alifana alta). Attualmente è gestita dall'Ente Autonomo Volturno.

## Storia
Inaugurata il 30 giugno 1914, la stazione venne completamente ricostruita dopo la Seconda guerra mondiale, mentre l'edificio ristrutturato della stazione originaria è diventato un'abitazione privata. Nel 2021, il fabbricato viaggiatori, l'illuminazione e la recinzione della stazione sono stati oggetto di lavori di riqualificazione.

## Strutture e impianti
Il fabbricato viaggiatori è stato costruito nel periodo del dopoguerra quando la linea subì un radicale ammodernamento e ricostruzione. Lo stile è quello adottato per altre stazioni dell'Alifana, su due livelli, con tetto a spiovente e finestre nei lati: attualmente il piano inferiore ospita la biglietteria e la sala d'attesa.
All'interno si contano due binari passanti per il servizio viaggiatori, serviti da due banchine collegate tramite una passerella sui binari: il binario 2 viene utilizzato solo in caso di incrocio. La stazione è dotata anche di scalo merci con un fabbricato e due binari tronchi, ma è attualmente inutilizzato.

## Movimento
La stazione è servita da treni regionali svolti da EAV. Il traffico della stazione è a livello locale e pendolare: nella stazione fermano tutti i treni della linea Napoli - Piedimonte Matese e le destinazioni principali sono Napoli e Piedimonte Matese.

## Servizi
La stazione dispone di:
- Biglietteria
- Sala di attesa
- Servizi igienici